# Solomon Cutner
Solomon Cutner sau Solomon (n.9 august 1902, Londra - m.2 februarie 1988, Londra) a fost un pianist englez, evreu. Întreaga carieră a folosit doar prenumele Solomon. A fost probabil cel mai celebru copil-minune al vremii - debutând în 1910 cu Concertul nr.1 pentru pian de Ceaikovski. A fost bine cunoscut ca interpret al sonatelor și concertelor lui Beethoven cu toate că nu le-a înregistrat integral niciodată. A fost totodată, un renumit interpret al lui Mozart, Chopin, Brahms și Debussy. Și-a încheiat cariera datorită unui puternic accident vascular cerebral care i-a paralizat mâna dreaptă în anul 1956.